# Anax junius
Anax junius, v angličtině Green Darner (čes. zelený látač), díky své podobě látací jehle, je druh šídla z čeledi šídlovitých. Jedná se o jeden z nejobvyklejších a početných druhů v Severní Americe, kde se vyskytuje nejjižněji v Panamě. Dobře je znám pro své dlouhé migrace ze severu Spojených států do Texasu a Mexika. Vyskytuje se také v Karibiku, na Tahiti a v Asii mezi Japonskem a čínskou pevninou. V americkém státě Washington se jedná o státní hmyz.
Druh je jedním z největších šídel na světě. Samci vyrůstají až do délky 76 mm s rozpětím křídel až 80 mm.
Samice kladou vajíčka do vodních rostlin, kde je pokládají pod hladinu vody. Nymfy jsou vodní masožravci, kteří se živí hmyzem, pulci a malými rybami. Dospělí jedinci chytají hmyz za letu, živí se především mravenci, můrami, komáry a dvoukřídlými.